# The Good Girl
The Good Girl è una commedia indipendente del 2002 diretta da Miguel Arteta.

## Trama
Justine, sposata con l'imbianchino Phil, vive in un piccolo paesino del Texas, dove conduce una vita monotona lavorando come commessa in un grande magazzino. Lei e Phil, dopo molti tentativi, non riescono ad avere un figlio, e Justine sospetta che la colpa sia del marito, dedito al consumo di birra e spinelli assieme all'amico Bubba. Ma un giorno incontra il giovane cassiere Thomas Worther, che si fa chiamare Holden, proprio come il protagonista del romanzo Il giovane Holden che si porta sempre appresso. Tra i due nasce una passione quasi adolescenziale, che porterà, però, Justine ad un bivio alla ricerca della strada giusta...
Commedia o tragedia?

## Produzione
Il film è stato prodotto dalla collaborazione tra 6 aziende: Flan de Coco Films, Fox Searchlight Pictures, Hungry Eye Lowland Pictures B.V., In-Motion AG Movie & TV Productions, Myriad Pictures e World Media Fonds V. Gli effetti speciali sono a cura della Custom Film Effects (che ha anche fornito il titolo della pellicola) e della Ultimate Effects. Il catering è stato organizzato dalla Silver Screen Caterers. Le scene sono state girate dal marzo al maggio 2001 completamente nello Stato della California, più precisamente a Los Angeles (lo studio biblico), Santa Clarita (casa di Bubba, Justine, e Phil), El Monte (Chuck E Cheese's), Valencia (ospedale), Simi Valley (casa di Holden), Newhall, e Glendale. Il budget per la realizzazione della pellicola ammonta a circa $ 5.000.000.

## Distribuzione
Il film è stato presentato il 12 gennaio 2002 al Sundance Film Festival; il 29 giugno al Los Angeles Film Festival; nelle sale cinematografiche statunitensi il 7 agosto 2002 in modo limitato e il 30 agosto in versione estesa dalla Fox Searchlight Pictures; in Canada il 25 agosto con il nome Une bonne fille; in Francia il 5 settembre al Festival del cinema americano di Deauville e nei cinema il 18 giugno 2003 come The Good Girl; in Israele il 1º novembre 2002 in versione limitata e il 7 novembre in quella estesa; in Sudafrica l'8 novembre; a Singapore il 9 gennaio 2003; in Regno Unito il 10 gennaio; in Messico il 24 gennaio come Una buena chica; nei Paesi Bassi il 25 gennaio al International Film Festival Rotterdam e il 27 febbraio nelle sale cinematografiche dalla Independent Films; in Spagna il 31 gennaio; in Norvegia il 19 febbraio; in Argentina (Una buena chica) e in Svezia il 5 marzo; in Italia il 28 marzo; in Finlandia il 2 aprile; in Islanda il 12 aprile; in Australia il 24 aprile; in Portogallo il 26 dicembre come É Agora ou Nunca; a Tokyo il 17 aprile 2004 dalla United International Pictures; in Ungheria il 12 maggio come Jóravaló feleség; in Germania il 16 dicembre; in Belgio nell'aprile 2011.

### Censura
Il film fu censurato ai minori di 12 anni in Germania, Islanda, Giappone, Paesi Bassi, Portogallo, e Irlanda (dove fu successivamente deciso di vietarlo ai minori di 18 anni); minori di 13 in Argentina e Spagna; 14 in Canada; 15 in Finlandia, Norvegia, Svezia, e Regno Unito. Negli Stati Uniti d'America (con il certificato nº 38723) e a Singapore la Motion Picture Association of America (MPAA) valutò il film R (restricted), ovvero vietato ai minori di 17 anni non accompagnati dai genitori.

## Accoglienza

### Incassi
Nel primo week-end di apertura il film guadagna: $ 151.642 negli Stati Uniti; $ 359.968 in Francia; $ 72.061 in Messico; $ 28.298 in Nuova Zelanda; $ 22.032 in Sudafrica; $ 195.215 in Spagna; $ 1.669 a Taiwan; $ 183.712 nel Regno Unito. L'incasso totale negli Stati Uniti ammonta a $ 14.018.296; in Australia $ 65.402; in Brasile $ 41.273; in Francia $ 480.115; in Italia $ 31.956; in Giappone $ 51.147; in Messico $ 244.790; in Nuova Zelanda $ 87.561; in Sudafrica $ 35.026; in Spagna $ 416.094; a Taiwan $ 4.840; in Regno Unito $ 436.786.

### Critica
Il film viene accolto abbastanza positivamente dalla critica: su IMDb ottiene un punteggio di 6.6/10; su MYmovies 2.36/5; su FilmTV 6.7/10; su Comingsoon 3.8/5; su AllMovies 7/10.
Roberto Nepoti di La Repubblica 29 marzo 2003:
"Da piccola, il mondo ti sembra un negozio di dolci. Quando cresci, ti accorgi che è una galera e tu sei nel braccio della morte". La galera della "brava ragazza" è il Retail Rodeo, centro commerciale texano. La commessa Jennifer Aniston vi passa le giornate nel reparto cosmetici. Poi, quando torna a casa, trova il marito imbianchino John C. Reilly, il grandeMister Cellophane diChicago, qui in un altro ruolo "trasparente" di coniuge buono ma tonto. All'arrivo del giovane Holden che legge Salinger fra gli scaffali, la Good girl ha una sbandata. La sua vita potrebbe cambiare, ma al bivio - letterale - lei preferisce seguire la strada maestra. Dalla star di Friends in Brad Pitt, si poteva temere di peggio. Ma il suo smarrimento nei cerulei primi piani ben si confà a una storia di ordinaria infelicità.
Pier Maria Bocchi di FilmTV:
Se c'è qualcosa di cui il cinema non ha più bisogno, è l'indipendentismo americano da Sundance, con Ia solita provincia, le solite casette e il solito malessere. Tutte cose che anche The Good Girl ci fa vedere. Come fosse il primo. In questa cittadina, la vita scorre monotona, le facce sono mogie e la solitudine impera.

## Riconoscimenti
- Boston Society of Film Critics 2002 
  - Nomination Miglior attore non protagonista per John C. Reilly
- Festival del cinema americano di Deauville 2002
  - Nomination Grand Special Prize per Miguel Arteta
- Golden Trailer Awards 2002 
  - Nomination Miglior film drammatico
- Satellite Award 2003
  - Nomination Miglior attrice in un film commedia o musicale per Jennifer Aniston
  - Nomination Miglior attore non protagonista in un film commedia o musicale per Jake Gyllenhaal
  - Nomination Miglior attore non protagonista in un film commedia o musicale per John C. Reilly
  - Nomination Miglior sceneggiatura originale per Mike White
- Independent Spirit Awards 2003
  - Miglior sceneggiatura

## Tagline
La tagline per il film è la seguente:
- It's her last best chance... is she going to take it?
  - È la sua ultima occasione migliore... lei sta per prenderla?